# Akropati
Akropati är ett medicinskt tillstånd av subperiosteal bentillväxt.
Akropatin består i att benen under benhinnan börjar växa, oftast på fingrar och tår, såsom kan ske vid Graves sjukdom (en autoimmun form av giftstruma), och då som regel tillsammans med exoftalmus och pretibialt myxödem. Detta yttrar sig i att fingrarna och tårna blir klubbformade och uppsvällda. Det förekommer också ärftliga former av akropati, vilka eventuellt kan bero på enzymatiska störningar.
Det finns ingen effektiv bot mot akropati.